# Ping

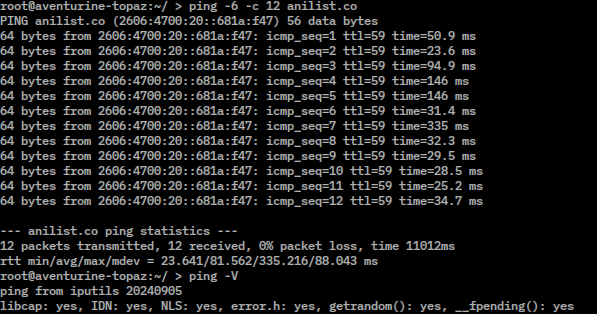
Captura de tela de ping no Linux, de iputils

ping é um utilitário que usa o protocolo ICMP para testar a conectividade entre equipamentos. É um comando disponível praticamente em todos os sistemas operacionais. Seu funcionamento consiste no envio de pacotes para o equipamento de destino e na "escuta" das respostas. Se o equipamento de destino estiver ativo, uma resposta é devolvida ao computador solicitante.
O autor da ferramenta, Mike Muuss, deu a ele este nome pois lembrava o som que o sonar emitia. (Depois Dave Mills criou um significado para a sigla, "Packet Internet Grouper (Groper)", algo como "Procurador de Pacotes da Internet")
A utilidade do ping para ajudar a diagnosticar problemas de conectividade na Internet foi enfraquecida no final de 2003, quando muitos Provedores de Internet ativaram filtros para o ICMP Tipo 8 (echo request) nos seus roteadores. Esses filtros foram ativados para proteger os computadores de Worms como o Welchia, que inundaram a Internet com requisições de ping, com o objetivo de localizar novos equipamentos para infectar, causando problemas em roteadores ao redor do mundo todo.
Outra ferramenta de rede que utiliza o ICMP de maneira semelhante ao ping é o Traceroute.
A saída do ping, e seus primos, geralmente consiste no tamanho do pacote utilizado, o nome do equipamento "pingado", o número de seqüência do pacote ICMP, o tempo de vida e a latência, com todos os tempos dados em milissegundos.
Abaixo um exemplo de saída quando pingamos o servidor wikipedia.com:
```
$ ping -c 5 wikipedia.com
PING wikipedia.com (130.94.122.195): 56 data bytes
64 bytes from 130.94.122.195: icmp_seq=0 ttl=235 time=284.3 ms
64 bytes from 130.94.122.195: icmp_seq=1 ttl=235 time=292.9 ms
64 bytes from 130.94.122.195: icmp_seq=2 ttl=235 time=289.7 ms
64 bytes from 130.94.122.195: icmp_seq=3 ttl=235 time=282.4 ms
64 bytes from 130.94.122.195: icmp_seq=4 ttl=235 time=272.0 ms

--- wikipedia.com ping statistics ---
5 packets transmitted, 5 packets received, 0% packet loss
round-trip min/avg/max = 272.0/284.2/292.9 ms
```